# Kaori Mochida
Kaori Mochida (持田 香織, Mochida Kaori, 24 de març, 1978) és una cantant japonesa originària de Koto, Tòquio (Japó). És la vocalista de la banda Every Little Thing. Entre les seues fanàtics és coneguda com a Mocchi, originalment escrit en hiragana, もっちー, encara que també en alguns programes de televisió és escrit en katakana, モッチー).

## Biografia

### Abans d'Every Little Thing
Des de molt jove la cantant començà a aparèixer davant la llum pública, primerament com a model, i més tard dins de comercials per a la televisió com xiqueta actriu.
Començà a aparèixer en diverses revistes juvenils i demases, el que li donà l'oportunitat de començar una carrera com a cantant dins d'un grup de xiques similars a Morning Musume anomenades Kuro Buta All-Stars (黒BUTAオールスターズ), però al cap de poc de començar a presentar-se en canals de televisió canviaren el seu nom a Kuro Buta Tengoku (黒BUTA天国). El grup de xiques arribà a llançar només un únic senzill titulat "Mou Ichido (もう一度)" en 1993, però decideixen separar-se poc temps després per a dedicar-se completament als seus estudis. Un fet interessant és que el senzill de Mou Ichido fou reeditat en juny de 1998 al Japó després de deslligar-se l'èxit de Kaori al costat de la seua banda Every Little Thing.

### Junt a Every Little Thing
Encara en la secundària, Kaori decidí cercar una oportunitat com a cantant, visitant al segell d'Avex Trax, on una de les seues empreses, Avex D&D, estava prop d'on ella vivia.
Ací fou on conegué a Mitsuru Igarashi, amb el qual més endavant començarien a gravar les seues primeres cançons, amb Kaori en veu i Igarashi encarregant-se de tot la resta.
Al graduar-se Kaori de la secundària en 1996, amb els estudiants universitaris Ichiro Ito i Mitsuru Igarashi formen la banda Every Little Thing, i llancen la seua primer senzill titulat "Feel My Heart" el 7 d'agost.
Poc temps després del debut de la banda, Kaori fou qualificada com el nou icona de la moda, sent contractada per a diverses companyies per a fer anuncis amb el nom de la companyia, com ho foren Sea Breeze, Toyota, i Icebox. En el 2004 la cantant signà un contracte amb Nivea per a comercials, amb els quals acabà en el 2005 després del llançament de "Kimi no te". A poc a poc la jove començà a prendre més confiança i escriure les seues pròpies cançons. En el 2001 realitzà la seua primera composició musical, per al single "jump" d'Every Little Thing. En el 2004 la llegenda de la música japonesa Yosui Inoue l'escollí com una de les seues veus favorites, convidant-la a treballar juntament amb ell en una cançó titulada "Itsu no Manika Shojo wa", originalment una de les seues b-sides presents en el seu single dels anys 70 "'Yume no Naka e".
En març del 2006 Kaori escrigué per primera volta una cançó per altre artista. La cançó fou d'Haruka Ayase i fou titulada "Period". Posteriorment també escrigué per a altres artistes, com MAY i Mika Nakashima.
El 2009 comença un projecte en solitari de Kaori, amb un senzill llançat en col·laboració amb el grup instrumental Sakerock el 28 de gener.

## Discografia

### Singles
- Itsu no Manika Shōjo wa (いつのまにか少女は) (20 d'octubre, 2004)